# Харелсвил (Северна Каролина)
Харелсвил (енгл. Harrellsville) град је у америчкој савезној држави Северна Каролина.

## Демографија
По попису из 2010. године број становника је 106, што је 4 (3,9%) становника више него 2000. године.
| Група             | 2000.      | 2010.      |
| Белци             | 77 (75,5%) | 81 (76,4%) |
| Афроамериканци    | 25 (24,5%) | 25 (23,6%) |
| Азијати           | 0 (0,0%)   | 0 (0,0%)   |
| Хиспаноамериканци | 0 (0,0%)   | 0 (0,0%)   |
| Укупно            | 102        | 106        |